# ديباك براكاش
ديباك براكاش (10 مارس 1992 في الهند - ) هو لاعب كرة قدم هندي في مركز الوسط. شارك مع منتخب الهند تحت 23 سنة لكرة القدم. أما مع النوادي، فقد لعب مع Hindustan Aeronautics Limited SC ‏ وDSK Shivajians FC ‏ وIndian Arrows ‏.